# 매홀고등학교
매홀고등학교(買忽高等學校)는 대한민국 경기도 오산시 수청동에 있는 공립 고등학교이다.

## 학교 연혁
- 2014년 1월 13일 : 매홀고등학교 설립인가(총 30학급)
- 2014년 3월 1일 : 초대 박정달 교장 취임
- 2014년 3월 3일 : 제1회 입학식(10학급 356명)
- 2014년 4월 12일 : 오산혁신교육지구 고교연계 연극 및 방송영상반 운영(연중)
- 2014년 9월 1일 : 혁신학교 준비교 지정
- 2014년 10월 30일 : 개교식
- 2016년 3월 2일 : 혁신학교 지정
- 2017년 2월 9일 : 제1회 졸업식(315명 남 217명, 여 98명)
- 2023년 3월 1일 : 제3대 양미희 교장 취임
- 2024년 1월 9일 : 제8회 졸업식(272명 졸업)
- 2024년 3월 4일 : 제11회 입학식(328명)

## 참고 자료
- 매홀고등학교 - 한국교육학술정보원 학교알리미